# De Tiroolse trawanten
De Tiroolse trawanten is het honderdtweeënzeventigste stripverhaal uit de reeks van Suske en Wiske. 
Het is uitgebracht buiten de reguliere Vierkleurenreeks. Het verscheen voor het eerst  in december 1985, in de speciale kerstuitgave Stripfeestboek.

## Personages
Suske, Wiske, tante Sidonia, Lambik, Jerom, Tiroler, sneeuwmannen

## Locaties
- Tirol

## Het verhaal
De vrienden brengen de kerstvakantie door in Tirol. Suske en Wiske gaan voor het eten nog skiën bij de gletsjer. Ze ontmoeten op weg daarnaartoe een man, die hen waarschuwt voor de "Tiroolse Trawanten" bij de gletsjer. Suske en Wiske gaan ondanks de waarschuwing naar de gletsjer, maar ontdekken dan dat de sneeuwpoppen leven. Er ontstaat een sneeuwballengevecht en Wiske valt in een spleet in de gletsjer. 
Suske vlucht naar het chalet en Lambik en Jerom keren met hem terug naar de gletsjer. Jerom valt de sneeuwmannen aan, maar dan vertelt Wiske dat het vrienden zijn. Er vallen elk jaar tientallen toeristen in de spleten en de sneeuwmannen proberen deze toeristen ervan weg te houden. Lambik nodigt de sneeuwmannen uit om samen kerstavond bij het chalet te vieren.